# Doesus telephoroides
Doesus telephoroides é uma espécie de coleóptero da subfamília Philinae, com distribuição no leste da Índia e Nigéria.